# B-CAS

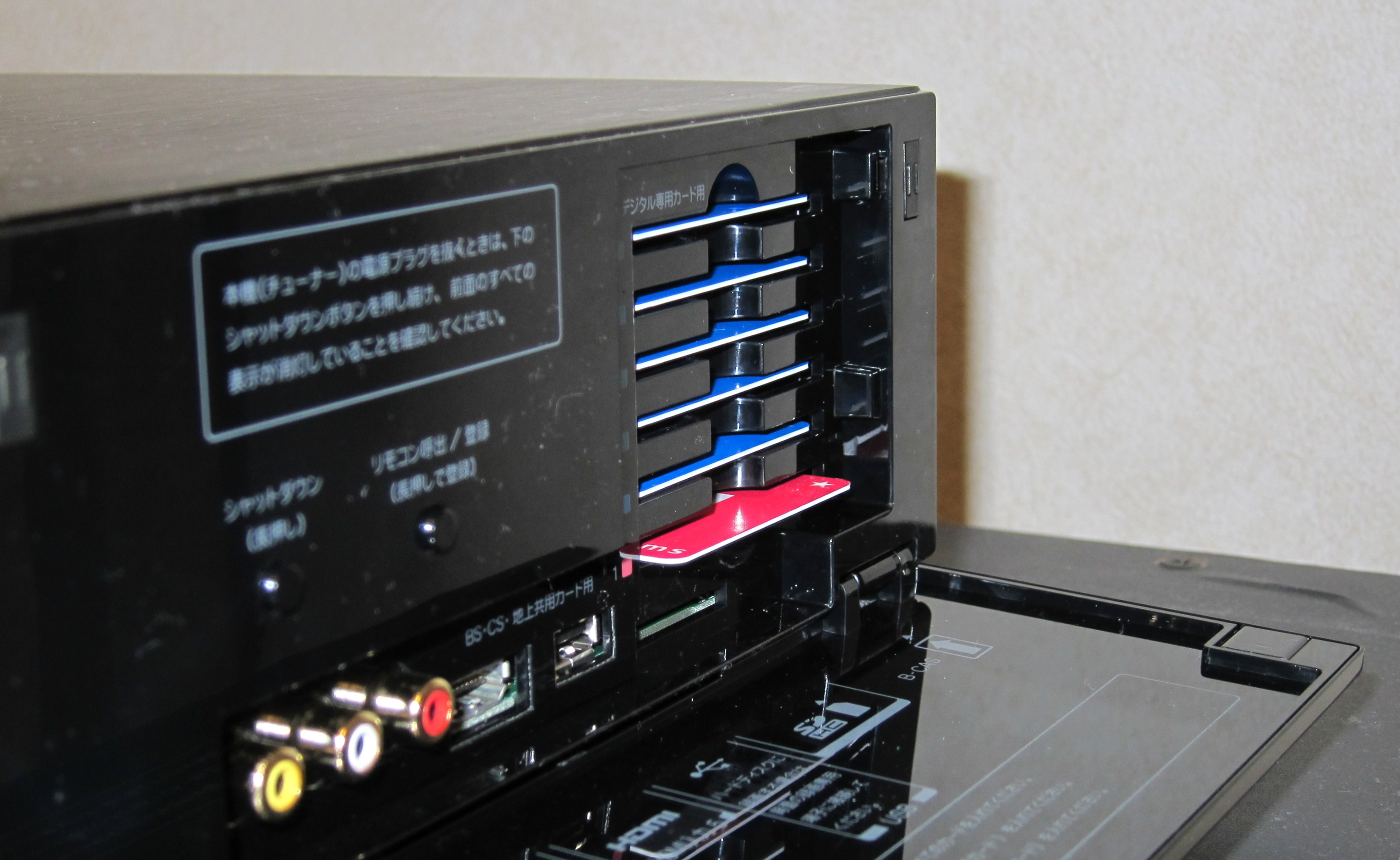
Карты памяти B-CAS в телевизионной приставке Toshiba Cell Regza

B-CAS (BS Conditional Access Systems Co., Ltd.) - поставщик и оператор системы ISDB CAS в Японии, которая в значительной степени принадлежит общественной телерадиокомпании NHK, а также некоторым другим компаниям, производящим электронику, и вещательным компаниям, вещающим на BSAT.
Согласно установленным правилам, все устройства, принимающие сигналы ISDB, такие как DTT-телевизоры, тюнеры и DVD-рекордеры, за исключением моделей, поддерживающих только 1seg, должны иметь карту B-CAS. Обычно такие карты поставляются вместе с большинством устройств при покупке.
Карты B-CAS нельзя приобрести отдельно, за исключением случаев повреждения, потери, покупки подержанного оборудования или кражи. В феврале 2025 года стоимость замены карт B-CAS составляла 2310 йен, что примерно эквивалентно 1500 рублям.
В реализациях ISDB-T и ISDB-T International (SBTVD) за пределами Японии система B-CAS вовсе не используется, поскольку в них не используется метод однократного шифрования, используемый в передачах ISDB в Японии. В этих странах некоторые операторы могут принять решение о внедрении собственной системы защиты от копирования.